# Национальный театр оперы и балета Албании
Национальный театр оперы и балета Албании (алб. Teatri i Operas dhe i Baletit, TOB) — оперный театр в Албании, расположенный в столице государства, городе Тирана.
Театр размещается во Дворце культуры Тираны, в самом центре города на площади Скандербега.

## История
В апреле 1953 года Государственная филармония Албании объединилась с Национальным театром и через несколько месяцев поставила на его сцене оперу Александра Даргомыжского «Русалка». Успех этой постановки имел решающее значение для образования Национального театра оперы и балета Албании, который был открыт 29 ноября 1953 года. Первой постановкой на сцене театра была всё та же «Русалка» Даргомыжского.
Первоначально театр размещался в здании Национального театра и назывался Лирическим театром оперы и балета (алб. Teatri Lirik i Operas dhe Baletit), в 1958 году он перебрался в Академию художеств Албании. А ещё через 8 лет (в 1966 году) переехал в новый Дворец культуры Тираны, сооружённым при поддержке СССР. Здание было построено на месте старого турецкого базара, который был разрушен в 1950-е годы. Торжественное начало строительных работ состоялось в 1959 году во время визита Никиты Хрущёва в Тирану. Финансируемое СССР здание должно было стать памятником албанско-советской дружбы. После разрыва отношений двух государств в конце 1961 года албанцы закончили строительство своим силами. Торжественное открытие состоялось в 1966 году. В этом здании театр располагается до сих пор, деля помещения с Национальной библиотекой Албании.
Первым албанским балетом, поставленным на сцене Национального театр, стал балет «Халили и Хайрия» в 1963 году. Он вновь был возрождён в 2013 году.
После смены общественно-политического курса Албании в 1991 году цензура была отменена, но на фоне общенационального кризиса театр столкнулся с целом рядом проблем, связанных, в том числе, и с отъездом многих членов труппы за границу. Тем не менее театр продолжал функционировать.
По состоянию на 2000-е годы в театре работало около 200 человек. Постановлением Совета министров Албании от 4 июля 2007 года театр был объединён с Национальным ансамблем песни и танца (алб. Asambli Kombëtar të Këngëve dhe Valleve), которые и поныне работают под общим управлением.
Национальный театр оперы и балета Албании находится в ведомстве Министерства культуры, молодёжи и спорта Албании и финансируется из государственного бюджета.